# Наконіди
Наконіди — правляча династія ободритів до Ніклотингів у 960–1129 роках. У текстах середньовічних хроністів зустрічається різне найменування: «лат. regulus» (король), «лат. dux» (герцог), «лат. tyrannus»; у відносинах з герцогом Кнудом Лавардом іменувалися «князями» («knez»). Відомі з хронік Тітмара Мерзебурзького, Адама Бременського, Саксона Граматика та Гельмольда з Босау.
У 90-ті роки X століття князь Мстивой I, уклавши союз із данським конунгом Гаральдом Синьозубим і одружившись з його дочкою, зумів створити політичні передумови для створення вендського князівства, в яке, крім ободритів, входили й племена лютичів.
Це державне утворення очолив князь Годеслав (лат. Godescalcus, Готшалк) з роду Наконідів, онук Мстивоя, який в 1043 р. зайняв ободритський престол і сприяв християнізації країни. У 1066 р. проти Годеслава/Готшалка піднялося повстання, і він був убитий. Скориставшись антихристиянськими настроями, владу захопив князь Круто (правитель Рюгена/Руяна). Син Годеслава/Готшалка Генріх у 1090 р. зміг повернути владу Наконідам.
Резиденцією ободридської династії Наконідів до кінця XI століття стала фортеця Любиця («улюблена»), заснована в місці слов'янського торгового селища VI–VII століть на злитті річок Траве й Швартау.
Під час релігійних воєн, пов'язаних із поширенням християнства, XI століття слов'яни-язичники, убивши князя Готшалка, знищили правлячу в Любиці слов'янську християнську княжу династію Наконідів, а Любицю розорили й спалили.
Династія Наконідів користувалася підтримкою німецьких князів, для яких важливо було забезпечення стабільності на прикордонних територіях.
У 1127 р. правитель Генріх Любекський з роду Наконідів був повалений. Це призвело до нового витку нестабільності на кордоні, й у наслідку чого призвело до змін у політиці німців у відношенні до слов'ян.
Перелом у політиці німецьких князів стався після нападу бодричів на Зегеберг у 1137 р.. Однак, союзницькі відносини як і раніше пов'язували безпосередніх сусідів: князя бодричів Ніклота, графа Адольфа II Гольштейнського, Альбрехта Ведмедя і гавельского князя Прибислава-Генріха (див. Хрестовий похід проти слов'ян (венедів) 1147 року).

## Представники династії
- Након (954–965/967) і Стойгнів
- Мстивой (965/967– 995) і Мстидраг
- Мстивой (Мстислав) II (996–1018)
- Удо/Прибігнев (1018–1028)
- Готшалк (1000–1066) і Ратибор (? — 1043)
- Будивой (1066–1075)
- Генріх Любекський (до 1066 — 22 березня 1127)
- Володимир (? — 1123), Мстивой (? — 1127), Кнут (? — 1128), Святополк